# Joshua Pim
Joshua Pim (ur. 20 maja 1869 w Bray, zm. 15 kwietnia 1942 w Dublinie) – irlandzki tenisista, zwycięzca Wimbledonu.
Pim był z wykształcenia lekarzem.

## Kariera tenisowa
W 1890 roku zadebiutował w Wimbledonie. W 1891 roku Pim, mimo kontuzji ręki, doszedł do finału turnieju pretendentów (All Comers), przegrywając z Wilfredem Baddeleyem. Do obrony tytułu w 1891 roku nie przystąpił chory Willoughby Hamilton, mający zagwarantowany udział we właściwym finale (challenge round), w związku z czym w większości statystyk wimbledońskich Pim figuruje jako finalista tej edycji.
W latach 1891–1894 Joshua Pim nieprzerwanie toczył na Wimbledonie decydujące mecze z Wilfredem Baddeleyem. W 1892 roku ponownie przegrał (tym razem we właściwej challenge round), ale w 1893 i 1894 roku to on był górą, pierwszy mecz wygrywając w czterech, a drugi w trzech setach. W 1895 roku Pim nie mógł wystąpić w turnieju i tytuł ponownie przypadł Baddeleyowi, który w finale All Comers pokonał Wilberforce’a Eavesa.
W 1890 roku Pim odniósł pierwsze z dwóch zwycięstwo w grze podwójnej, a dokonał tego z Frankiem Stokerem. Rok później przegrał w challenge round z braćmi Baddeleyami (Wilfredem i Herbertem), ale w 1893 roku ponownie triumfował ze Stokerem, po pokonaniu Harolda Barlowa i Ernesta Lewisa. W 1892 roku, razem z Haroldem Mahonym, Pim doszedł do finału turnieju pretendentów.
Poza Wimbledonem Joshua Pim triumfował trzykrotnie w mistrzostwach Irlandii (1893, 1894, 1895). W połowie lat 90. zawiesił swą karierę i skoncentrował się na pracy lekarza. Powrócił do tenisa w 1902 roku, kiedy niespodziewanie zajął miejsce Lawrence’a Doherty’ego w reprezentacji Wysp Brytyjskich w Pucharze Davisa, co było decyzją mocno krytykowaną. Pim przegrał oba swoje mecze, z Malcolmem Whitmanem i Williamem Larnedem, czym przesądził o porażce Brytyjczyków z Amerykanami.

### Finały w turniejach wielkoszlemowych

#### Gra pojedyncza (2–2)
| Końcowy wynik | Nr | Data | Turniej           | Nawierzchnia | Przeciwnik       | Wynik finału       |
| ------------- | -- | ---- | ----------------- | ------------ | ---------------- | ------------------ |
| Finalista     | 1. | 1891 | Wimbledon, Londyn | Trawiasta    | Wilfred Baddeley | 4:6, 6:1, 5:7, 0:6 |
| Finalista     | 2. | 1892 | Wimbledon, Londyn | Trawiasta    | Wilfred Baddeley | 6:4, 3:6, 3:6, 2:6 |
| Zwycięzca     | 1. | 1893 | Wimbledon, Londyn | Trawiasta    | Wilfred Baddeley | 3:6, 6:1, 6:3, 6:2 |
| Zwycięzca     | 2. | 1894 | Wimbledon, Londyn | Trawiasta    | Wilfred Baddeley | 10:8, 6:2, 8:6     |

#### Gra podwójna (2–1)
| Końcowy wynik | Nr | Data | Turniej           | Nawierzchnia | Partner      | Przeciwnicy                       | Wynik finału            |
| ------------- | -- | ---- | ----------------- | ------------ | ------------ | --------------------------------- | ----------------------- |
| Zwycięzca     | 1. | 1890 | Wimbledon, Londyn | Trawiasta    | Frank Stoker | Ernest Lewis George Hillyard      | 6:0, 7:5, 6:4           |
| Finalista     | 1. | 1891 | Wimbledon, Londyn | Trawiasta    | Frank Stoker | Wilfred Baddeley Herbert Baddeley | 1:6, 3:6, 6:1, 2:6      |
| Zwycięzca     | 2. | 1893 | Wimbledon, Londyn | Trawiasta    | Frank Stoker | Ernest Lewis Harold Barlow        | 4:6, 6:3, 6:1, 2:6, 6:0 |